# Sam Morgan
Sam Morgan (* 18. Dezember 1887 in Bertrandville, Louisiana; † 25. Februar 1936 in New Orleans) war ein US-amerikanischer New Orleans Jazz-Kornettist und Bandleader.

## Leben
Sam Morgan leitete in den 1920er Jahren eine der klassischen Bands des New Orleans Jazz, u. a. mit Jim Robinson; seine Aufnahmen von 1927 (zwei Sessions mit insgesamt 8 Titeln vom 14. April und 22. Oktober sind die einzigen bekannten Aufnahmen) gelten nach Ansicht der Autoren Richard Cook und Brian Morton als seltene Zeugnisse dieser Musik, die in New Orleans aufgenommen wurden. Die Sam Morgan's Jazz Band nahm für Columbia Records Titel wie Steppin´ on the Ga oder Mobile Stomp auf; mitwirkende Musiker waren seine Brüder Isaiah Morgan an der Trompete und Andrew Morgan am Tenorsaxophon (und Klarinette); Earl Fouche spielte Altsaxophon, Posaunist war Jim Robinson, der später mit Bunk Johnson, George Lewis spielte und in der Preservation Hall auftrat. Bassist war Jim Robinsons Cousin Sidney Brown (alias Little Jim oder Jim Little); später arbeitete er bei George Lewis, wie bei dessen Climax sessions in den 1940er Jahren. In seinen Bands spielten zeitweise auch Henry „Red“ Allen und Fate Marable.

Eine Krankheit beendete im Jahr 1932 San Morgans Karriere vorzeitig; er starb 1936.

## Diskographische Hinweise
- Papa Celestin & Sam Morgan (Azure, 1927), Jazz Oracle BDW 8002